# كأس التحدي الإسكتلندي 2000–01
كأس التحدي الإسكتلندي 2000–01 (بالإنجليزية: 2000–01 Scottish Challenge Cup)‏ هو موسم من كأس التحدي الإسكتلندي ‏. كان عدد الأندية المشاركة فيه 30، وفاز فيه نادي أردريونيانز.